# Перемога (Донецкая область)
Перемога (укр. Перемога) — село на Украине, находится в Никольском районе Донецкой области.
Код КОАТУУ — 1421787004. Население по переписи 2001 года составляет 18 человек. Почтовый индекс — 87050. Телефонный код — 6246.

## Адрес местного совета
87050, Донецкая область, Никольский р-н, с. Тополиное, ул.Шкильна, 11, 2-61-31